# S:t Sebastian (Mantegna)
S:t Sebastian är en namnet på tre målningar av den italienske renässanskonstnären Andrea Mantegna. Den första målades omkring 1457–1459 och ingår sedan 1826 i Kunsthistorisches Museums samlingar i Wien. Den andra utfördes omkring 1480 och ingår sedan 1910 i Louvrens samlingar; den tredje målades strax före konstnärens död 1506 och är utställd på Ca' d'Oro i Venedig.  
Sebastian är ett kristet helgon som dog martyrdöden cirka 280. Enligt sentida legender var han ledare för kejsar Diocletianus livvakt. På grund av sin kristna tro dömdes han till döden och sköts med tusentals pilar men överlevde, och då slogs ihjäl med klubbor. Han framställs ofta som en vacker halvnaken yngling, bakbunden och genomborrad av pilar. Sebastian var populär som beskyddare (”nödhjälpare”) mot pestens ”pilar” och Mantegna kan ha utfört målningen av denna anledning. År 1457 respektive 1506 rasade pesten i norra Italien, det vill säga vid tidpunkten för den första och tredje målningen. 
Mantegnas konst bygger på ett ingående studium av antiken och har en sträng, monumental och distinkt form. I förgrunden ser vi det välkända arrangemanget av brottstycken från antika konstverk (I Wienmålningen med konstnärens signatur i grekisk skrift på pelarens vänstra kant), och martyrens nakna gestalt som mest liknar en stenskulptur. Därbortom utbreder sig ett atmosfäriskt och skimrande landskap och en djupblå himmel beströdd med mjuka vita moln. Hela scenariot badar i ett varmt ljus från en sen eftermiddagssol, som skapar en vemodig stämning. 

## Bildgalleri

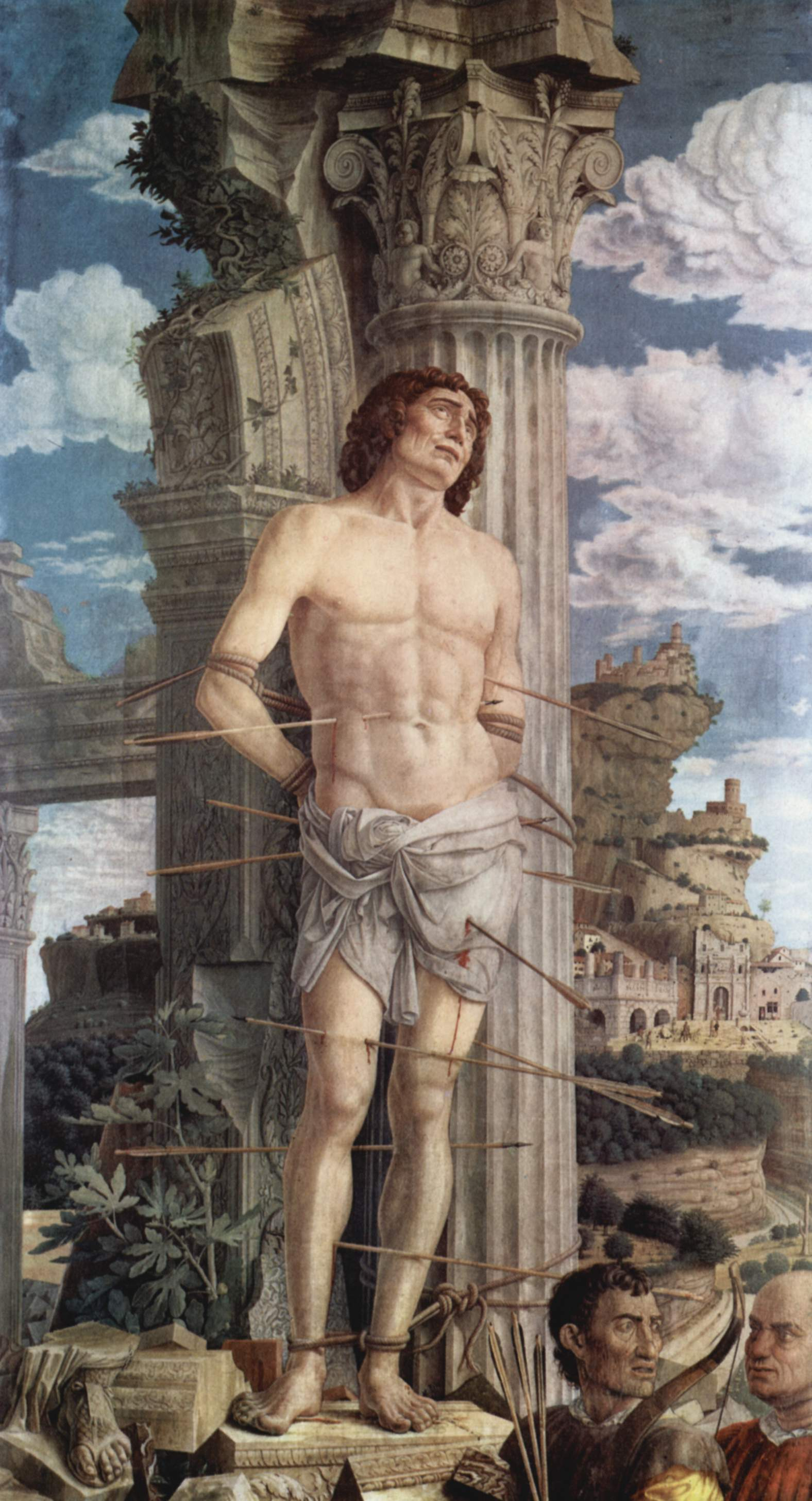
Louvrenversionen från 1480, tempera på duk (255 x 140), var från början en altarmålning.
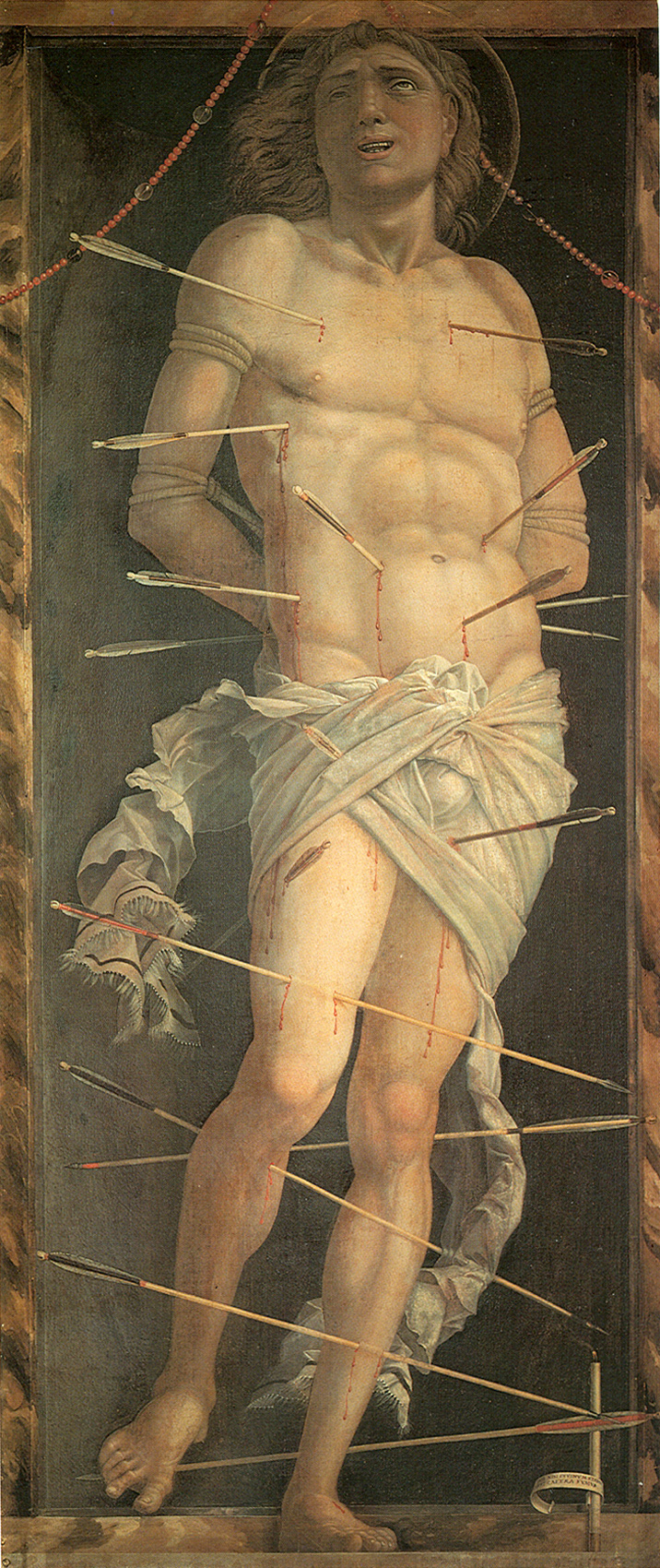
Den tredje versionen från 1506 är utställd på Ca' d'Oro i Venedig. Tempera på duk (210 x 91)